# Andrew Durutalo
Andrew Durutalo (25 de outubro de 1987) é um jogador de rugby sevens estadunidense.

## Carreira
Andrew Durutalo integrou o elenco da Seleção Estados Unidos de Rugbi de Sevens, na Rio 2016, que foi 9º colocada.